# Patena
Patena ili plitica je liturgijski plitki tanjurić na kome stoji svećenička hostija tijekom katolilčke mise. Simbolički predstavlja Isusov grob. Po liturgijskim odredbama, patena mora biti od plemenite kovine ili barem pozlaćene ili posrebrene unutrašnjosti.